# Mind Control (Stephen Marley)
| Críticas profissionais | Críticas profissionais |
| Avaliações da crítica  | Avaliações da crítica  |
| Fonte                  | Avaliação              |
| ---------------------- | ---------------------- |

Mind Control é o álbum de estréia do cantor Stephen Marley produzido por Universal Republic Records e lançado em 2009.
Este álbum ganhou o prêmio Grammy de Melhor Álbum de Reggae na cerimônia do Grammy Awards em fevereiro de 2010.

## Faixas (versão estúdio)
O álbum Mind Control possui duração de quarenta e seis minutos dividivos em treze faixas:
| #  | Título             | Destaque convidado(s)                   | Tempo |
| -- | ------------------ | --------------------------------------- | ----- |
| 1  | "Mind Control"     |                                         | 4:21  |
| 2  | Hey Baby           | Mos Def                                 | 4:54  |
| 3  | Officer Jimmy      |                                         | 0:14  |
| 4  | Iron Bars          | Spragga Benz, Mr. Cheeks, Julian Marley | 3:15  |
| 5  | The Traffic Jam    | Damian Marley                           | 3:40  |
| 6  | You're Gonna Leave |                                         | 3:43  |
| 7  | Chase Dem          |                                         | 4:15  |
| 8  | Lonely Avenue      |                                         | 3:08  |
| 9  | Let Her Dance      | Maya Azucena, Illestr8                  | 4:17  |
| 10 | Fed Up             |                                         | 4:20  |
| 11 | Inna Di Red        | Ben Harper                              | 6:21  |
| 12 | Got Music          |                                         | 3:49  |
| 13 | Someone To Love    |                                         | 5:15  |

## Faixas (versão acústica)
O álbum Mind Control versão acústica, possui duração de quarenta e seis minutos e vinte segundos dividivos em dez faixas:
| #  | Título                        | Destaque convidado(s)       | Tempo |
| -- | ----------------------------- | --------------------------- | ----- |
| 1  | "Chase Dem"                   | Capleton                    | 5:48  |
| 2  | Iron Bars                     | Julian Marley, Spragga Benz | 3:56  |
| 3  | Lonely Avenue                 |                             | 4:11  |
| 4  | Mind Control                  |                             | 4:30  |
| 5  | You're Gonna Leave            |                             | 4:38  |
| 6  | The Mission                   | Damian Marley               | 4:33  |
| 7  | The Traffic Jam               | Damian Marley               | 4:07  |
| 8  | Fed Up                        |                             | 4:20  |
| 9  | Hey Baby                      |                             | 4:48  |
| 10 | Someone To Love (Bonus Track) |                             | 5:15  |